# ظل الأرض (فلم)
ظل الأرض فيلم دراما تونسي من إخراج الطيب الوحيشي سنة 1982. شارك في مهرجان موسكو السينمائي الدولي الثالث عشر.

## القصة
يحكي الفيلم قصة أناس يعيشون في ظل الأرض، في منطقة صحراوية حدودية في جنوب تونس. تواجه عائلة بدوية تعيش في مخيم المجاعة والمرض. يُجبر الأبناء على الذهاب إلى المدينة أو الخارج أو الالتحاق بالجيش. يموت الابن الأكبر في الخارج، ويجب على زوجته الانتقال إلى العاصمة لاستعادة جثته.

## روابط خارجية
- مقالات تستعمل روابط فنية بلا صلة مع ويكي بيانات